# あけのアクロスタウン
あけのアクロスタウンは、大分県大分市にあるショッピングセンターである。トキハインダストリーが運営している。通称「アクロス」と呼ばれている。

## 概要
大分市東部の明野団地中心部に位置し、1971年（昭和46年）10月16日にオープンしたトキハインダストリー単独店舗として最大、大分市郊外ではパークプレイス大分、トキハわさだタウンに次ぐ規模の複合商業施設である。同社の本社機能も有する。
2006年（平成18年）4月27日には従来の「明野センターアクロス」の店舗改装と同時に本館より南側の敷地に新館を含む二番街、三番街を整備、名称も明野センターアクロスから「あけのアクロスタウン」への改称を行った。
行政の出先機関や郵便局、銀行などを含む地上4階、地下1階の本館を中心にした一番街、飲食店街・ファッションフロア・書籍店など地上2階、地下1階の新館とホームセンターを擁する二番街、温泉やスポーツ施設、コンビニエンスストアなどを備えた三番街で構成される。

## 沿革
- 1970年（昭和45年）12月 - トキハインダストリー明野店、プレハブ仮店舗で営業開始。
- 1971年（昭和46年）10月16日 - トキハインダストリー明野センターとして開店。
- 1979年（昭和54年）10月 - 増床。
- 1988年（昭和63年）11月 - 増床するとともに、明野センターアクロスに改称。
- 2006年（平成18年）4月27日 - 改装及び増築するとともに、現名称に改称。

## 主な店舗

### 一番街
- あけのアクロスタウン本館（明野センターアクロス）
  - スーパーマーケット（トキハインダストリー直営） - 地階
  - 大分市役所明野出張所 - 1階
  - 大分銀行明野支店 - 1階
  - 明野地区センター内郵便局 - 1階
  - セリア - 3階
  - ナムコランド - 4階
- OBSボウル - 別棟

### 二番街
- あけのアクロスタウン新館
  - ABCマート - 1階
  - Right-on[2] - 1階
  - Honeys - 1階
  - 東セミ - 1階
  - illsie300 - 1階
  - Bou jeloud  - 1階
  - Mac-House - 1階
  - 地球文化屋 - 1階
  - 大分ダイハツ - 1階
  - MINiPLA - 1階
  - セルフエステBB - 1階
  - 保険の相談カウンター･お金の教室
  - ジュエルカフェ - 1階
  - くまざわ書店 - 2階
  - 東セミ - 2階
  - 幸せのスプーン

### 三番街
- 明野アサヒ温泉
- コナミスポーツクラブ大分明野
- ローソン大分明野東一丁目店
- 80℃ Cafe＆Kitchen

## 備考
- トキハインダストリーの旗艦店として様々な催しが行われるが、中にはコスプレピクニック実行委員会によるイベントの開催実績もある[7]。
- 2012年公開の映画「綱引いちゃった!」のロケ地の一つとなっている[8]。

## 交通アクセス
- バス
  - 大分バス本社前バス停3番のりばよりE60番台・E70番台（上北下郡経由）に乗車、アクロス入口バス停下車。
  - 大分バス本社前バス停6番のりばよりD40・D41・D42・D46・D47（以上萩原・大分高専経由）・D51系統（萩原・高城・池の平経由）に乗車、アクロス前バス停下車。